# Moriscos (Castille-et-León)
Pour l’article homonyme, voir Moriscos.
Moriscos est une commune de la province de Salamanque dans la communauté autonome de Castille-et-León en Espagne.